# اسامه سامی
اسامه سامی (انگلیسی: Osamah Sami؛ زادهٔ ۱۰ مارس ۱۹۸۳) هنرپیشه، نویسنده، کمدین، هنرپیشه عراقی‌تبار اهل ایران-استرالیا است.

## گزیده فیلمشناسی
از فیلم‌ها یا برنامه‌های تلویزیونی که وی در آن نقش داشته‌است می‌توان به دایره جنایی (مجموعه تلویزیونی), شرق غرب ۱۰۱ ، عروسی علی و کانال جاده اشاره کرد.

## جوایز
- Australian Academy of Cinema and Television Arts Award
- Film Critics Circle of Australia Award
- Australian Muslim Achievement Award
- Sydney Indie Film Festival Award
- NSW Premier's Literary Prize Award
- Australian Writers Guild Award
- Los Angeles Independent Film Festival Award